# Geocarpon minimum
Geocarpon minimum es la única especie del género monotípico Geocarpon y también el único miembro de la tribu Geocarpeae, perteneciente a la familia Caryophyllaceae. Es natural de Norteamérica.

## Descripción
Tiene tallos de color verde marrón o fuertemente impregnados de rojo, de 1-4 cm × 0,5 mm o menos;  Inflorescencia con brácteas connadas, teñidas fuertemente de color rojo o púrpura, quilla, triangular, 2.5 a 3.5 mm, ápice agudo. Flores acampanadas, de 3-4 mm, lóbulos sépalo ± erectos  casi iguales; ovario verde, de 3 mm, ápice estrecho en la antesis, minuciosamente glandular-dentado o retuso. Cápsulas  de 3 válvulas. Semillas de 0,3-0,5 mm.

## Distribución y hábitat
La floración se produce a finales del invierno y principios de primavera. Se encuentra en claros de arenisca y suelos alcalinos, a una altitud de 100-300 metros en Arkansas, Luisiana, Misuri y Texas.
Geocarpon minimum se conoce a partir de menos de 35 sitios, alrededor de un tercio de los cuales tienen poblaciones relativamente grandes, vigorosas. La especie está clasificada como amenazada por el gobierno federal. En Misuri, se encuentra únicamente en depresiones poco profundas en los estratos de arenisca ligeramente inclinados dentro de las comunidades de plantas de la arenisca. En Arkansas y Luisiana, se encuentra en suelos salino-alcalinos en el borde de concentraciones muy localizadas, superficiales de sodio y magnesio, conocidas localmente como "puntos resbaladizos", una similar parecida "solución salina estéril" fue el reciente descubrimiento (2004) en la población de Texas . Estos parches austeros y casi estériles de suelo mineral se encuentran dispersos en formaciones como de sabana, clasificadas como praderas de suelos salinos.

## Taxonomía
Geocarpon minimum fue descrito por Kenneth Kent Mackenzie y publicado en Torreya 14(4): 67–68. 1914.